# Басилио, Энрикета
Норма Энрикета Басилио Сотело (исп. Norma Enriqueta Basilio Sotelo), известная как Кета Басилио (Queta Basilio; 15 июля 1948, Мехикали — 26 октября 2019, Мехико) — мексиканская легкоатлетка, участница XIX летних Олимпийских игр 1968 года в Мехико. Стала первой женщиной, зажегшей чашу олимпийского огня на церемонии открытия Игр.

## Биография
Родилась 15 июля 1948 года в Мехикали, административном центре штата Нижняя Калифорния, в большой небогатой семье, которая занималась выращиванием хлопка.
Учёбу совмещала со спортом.
В интервью 2018 года Энрикета Басилио рассказывала, что когда она начинала спортивную карьеру, занятие женщин спортом не одобрялось обществом:
Были табу. В моде были другие понятия. Я играла в баскетбол, но перешла в лёгкую атлетику, потому что это не был контактный вид спорта, и там меня нашёл мой польский тренер. Власти убедили моих родителей отпустить меня в столицу.
Изучала социологию в Национальном автономном университете Мексики (UNAM) в Мехико.
Польский тренер Влодзимеж Пузё (1920—1993) перевёл её из прыжков в высоту в бег с барьерами, на котором специализировался. Стала чемпионкой страны в беге на 80 метров с барьерами. Участвовала в Панамериканских играх 1967 года в Виннипеге, где заняла 7-е место в беге на 80 метров с барьерами, и соревнованиях на Кубе.
Мехико получил право принять у себя XIX летние Олимпийские игры 1968 года в октябре 1963 года. В интервью 2018 года Энрикета Басилио вспоминала, что в те дни ходили слухи, что среди кандидатов на зажжение чаши олимпийского огня на церемонии открытия Игр были чемпион летних Олимпийских игр 1954 года в Мельбурне, прыгун в воду Хоакин Капилья, участник летних Олимпийских игр 1964 года в Токио, пловец Гильермо «Мемо» Эчеваррия и бегун на длинные дистанции Хуан Максимо Мартинес. Кета не был знаменита:
Я родилась для мира в тот день, когда зажгла олимпийский огонь.
Правительство президента Густаво Диаса Ордаса стремилось очистить имидж страны-мачо, в которой по представлению некоторые иностранцев доминируют мужчины в серапе и шляпах, поэтому приказало последним факелоносцем на церемонии открытия Олимпийских игр назначить женщину. На эту роль организатор Игр, архитектор Педро Рамирес Васкес (1919—2013) и его команда рассматривали выдающуюся мексиканскую балерину, педагога и балетмейстера Амалию Эрнандес (1917—2000), киноактрис Марию Феликс (1914—2002) и Эльзу Агирре (род. 1930). Однако они поняли, что не каждая национальная красавица способна с факелом массой почти 2 кг совершить круг по Олимпийскому стадиону и взбежать по лестнице в 93 ступеней.
Врач Эдуардо Ай (Eduardo Hay), директор Олимпийского спортивного центра Мехико (CDOM) (1965—1972), который медицинскими аргументами убедил Международный олимпийский комитет в отсутствии риска в соревнованиях на высоте 2239 метров, предложил на эту роль бегунью, студентку из Мехико Энрикету Басилио. Педро Рамирес Васкес согласился, увидев как Басилио бежит по Олимпийскому стадиону с металлической трубкой вместо факела.
Для Энрикеты был сделан факел меньших размера и массы.
Накануне, 2 октября произошёл расстрел студенческой демонстрации в Тлателолько. В интервью 2018 года Энрикета Басилио вспоминала:
Нас, спортсменов, держали взаперти в CDOM (Олимпийском спортивном центре Мехико), без телевидения, без телефонных звонков, без газет и без знания того, что происходит со студентами в Тлателолько. Нам ничего не сказали, нас не отпускали, но там было много солдат, которые охраняли нас, но мы не знали от чего. Мы, спортсмены, почувствовали, что что-то не так.
12 октября состоялась церемония открытия Игр. Энрикета Басилио стала последней из 2778 факелоносцев в эстафете олимпийского огня. В протокол были внесены некоторые изменения из-за опасений, что будет какая-то атака в день церемонии открытия, о чём Энрикете Басилио не сообщили. В интервью 2018 года Энрикета Басилио вспоминала:
В тот день, 12 октября, факел мне передал солдат, переодетый спортсменом. Я заметила это по его прическе и по тому, как он бежал. Рядом с ним были и другие солдаты, все очень прямо стоящие и смотрящие во все стороны.
Угрозу видели и в самой легкоатлетке:
Правительство выразило обеспокоенность, потому что я была студенткой. Они опасались, что я могу протестовать во время разжигания чаши, что появлюсь в этот день в чёрной футболке или с изображением окровавленного голубя мира на груди. Солдаты всегда охраняли меня.
Поскольку Олимпийский комитет Мексики не предоставил ей форму, она вышла на стадион в белых шортах, которые использовала для тренировок, и в теннисных туфлях, которые носила со школы.
В 2018 году она вспоминала:
Мои родители были у входа, мама очень нервничала, думаю, она меня не видела, потому что молилась по четкам, сестра фотографировала.
Колонны сбились и олимпийцы старались как можно ближе подойти к лестнице, ведущей к чаше:
Многие спортсмены, которые шествовали и находились внутри беговой дорожки, выходили из строя, чтобы сфотографировать меня крупным планом. Они случайно преградили мне путь по беговой дорожке, и я не знала, куда дальше бежать.
Бойскауты, которые выполняли на стадионе функции распорядителей, бросились расчищать ей путь:
Бойскауты открыли мне путь на несколько метров, прежде чем я поднялась по лестнице, и я выполнила свою миссию.
В интервью 2018 года она вспоминала:
Шум был адский, но едва ступила на первую из 93 ступенек к чаше, я перестала слышать крики. Я перестала видеть людей.

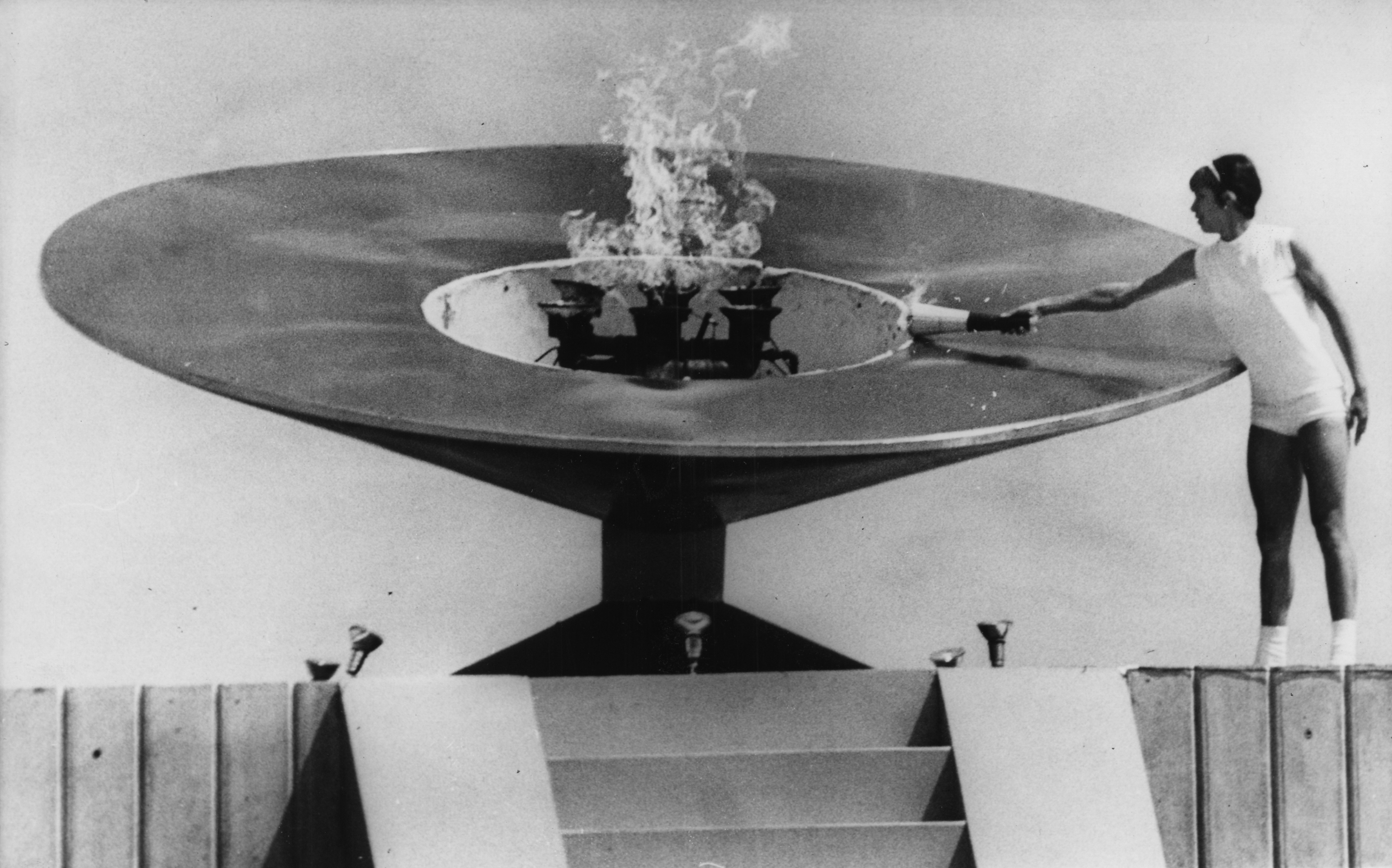
Энрикета Басилио зажигает чашу олимпийского огня 12 октября 1968 года на Олимпийском стадионе в Мехико

Корреспондент спортивной редакции ТАСС Альберт Стародубцев так описывает этот момент:
Норма Энрикета Басилио Сотело появилась на стадионе с факелом в руках, пробежала торжественный круг и поднялась на 90 ступенек, специально рассчитанных на её шаг, и под бурные овации своих темпераментных соотечественников зажгла огонь на Олимпийском стадионе.
Завершив свою миссию, Энрикета Басилио заявила:
Я испытываю огромные эмоции и для меня большая честь представлять молодёжь всех стран мира.
Президент Диас Ордас отправил телеграмму родителям Энрикеты Басилио в благодарность за то, что они позволили Кете зажечь чашу.
Стала первой женщиной, зажегшей чашу олимпийского огня на церемонии открытия Игр. В интервью 2018 года Энрикета Басилио заявила:
Самое главное, что я стала первой женщиной, которая зажгла чашу, что повторила только Кэти Фриман на Олимпийских играх 2000 года в Сиднее.
14 октября на Олимпийском стадионе в соревнованиях в беге на 400 м она заняла 4-е место в 1-м предварительном забеге и не прошла в полуфинал. 17 октября на Олимпийском стадионе в соревнованиях в беге на 80 метров с барьерами она заняла 6-е место в 1-м предварительном забеге и не прошла в полуфинал. 19 октября на Олимпийском стадионе в соревнованиях в эстафете 4×100 м мексиканки заняли 7-е место в 1-м предварительном забеге и не прошли в полуфинал.
Участвовала в Центральноамериканских и Карибских играх 1970 года в Панаме, где мексиканки завоевали бронзу в эстафете 4×100 м.
Из-за конфликтов со спортивным руководством не смогла принять участие в летних Олимпийских играх 1972 года в Мюнхене и завершила спортивную карьеру.
По результатам выборов 2 июля 2000 года избрана членом Палаты депутатов Конгресса Мексики по списку Институционно-революционной партии (PRI) на трёхлетний срок.
Была постоянным членом Олимпийского комитета Мексики. Была факелоносцем в Мехико во время эстафеты олимпийского огня летних Олимпийских игр 2004 года в Афинах.
На церемонии открытия Панамериканских игр 2011 года в мексиканском городе Гвадалахара, Энрикета Басилио внесла факел на стадион «Омнилайф» (ныне «Акрон») и передала его Марие Эспинозе, чемпионке летних Олимпийских игр 2008 года в Пекине.
В апреле 2016 года Сенат Мексики наградил Энрикету Басилио памятной грамотой в рамке за то, что она стала первой женщиной, зажегшей олимпийский огонь.
В 2018 году она снова зажгла чашу олимпийского огня на Олимпийском стадионе во время празднования 50-летия Олимпийских игр в Мехико.
Долгое время её мучили проблемы со здоровьем. Она сломала бедро. Умерла 26 октября 2019 года в Мехико, в возрасте 71 года после того, как у неё обострилась болезнь Паркинсона.
Официальные соболезнования в связи с её кончиной выразили Олимпийский комитет Мексики и Национальная комиссия по физической культуре и спорту Мексиканских Соединённых Штатов (CONADE).

## Личная жизнь
Вышла замуж за Марио Альвареса Лукаса (Mario Alvarez Lucas). У пары было трое детей.
Муж был личным секретарём губернатора Оахака и погиб 25 марта 1992 года, когда вертолёт Aérospatiale AS.332L1 Super Puma Военно-воздушных сил Мексики врезался в холм во время тумана в горной местности в 15 км от города Уаутла-де-Хименес на юге Мексики. Погибли 10 человек: семь военных, включая трёх членов экипажа, и трое гражданских.

## Троянский астероид Кета
Ассамблея Международного астрономического союза в 2021 году в её часть назвала троянский астероид Кета, спутник астероида (3548) Эврибата. Кета — первый троянский астероид, названный в соответствии с недавно пересмотренным соглашением об именах троянских астероидов. Хотя раньше троянцы назывались только в честь героев «Илиады» Гомера, троянцы меньшего размера теперь называют в честь олимпийских и паралимпийских спортсменов. Имя «Кета» было выбрано для спутника Эврибата, потому что роль Энрикеты Басилио аналогична роли Эврибата, древнегреческого глашатая. Занятие глашатая иногда требовало бега на большие расстояния. Глашатаям также было поручено объявлять о начале Олимпийских игр Древней Греции.